# 宇宙ステーション補給機
| 宇宙ステーション補給機 H-II Transfer Vehicle | 宇宙ステーション補給機 H-II Transfer Vehicle                                                   |
| -------------------------------------------- | ---------------------------------------------------------------------------------------------- |
| 国際宇宙ステーションに接近するHTV初号機。    |                                                                                                |
| 詳細                                         |                                                                                                |
| 目的                                         | 国際宇宙ステーションへ食糧や衣類、与圧及び非与圧問わず各種実験装置などの補給物資を送り届ける。 |
| 乗員                                         | 無人                                                                                           |
| 諸元                                         |                                                                                                |
| 高さ                                         | 9.6 m                                                                                          |
| 直径                                         | 4.4 m                                                                                          |
| ペイロード （HTV-2以降）                     | 合計：最大約6.0 t （与圧部：約5.2 t） （非与圧部：約1.5 t）                                    |
| 能力                                         |                                                                                                |
| 持続性                                       | 最低30日間、最大60日間ISSと滞在可能                                                            |
| 遠地点                                       | 460 km                                                                                         |
| 近地点                                       | 350 km                                                                                         |
| 軌道傾斜角                                   | 51.6 度                                                                                        |

宇宙ステーション補給機（うちゅうステーションほきゅうき、H-II Transfer Vehicle、略称:HTV）は、国際宇宙ステーション（ISS）へ食料・水などの物資や機材を届ける日本の無人宇宙補給機。愛称はこうのとり（KOUNOTORI）。宇宙開発事業団（NASDA）と後継法人の宇宙航空研究開発機構（JAXA）が開発し、三菱重工業や三菱電機、IHIエアロスペースなどの大小100社程度の企業が製造に参加した。

## 概要
H-IIBロケットに搭載されて種子島宇宙センターから打ち上げられ、高度約400キロメートル上空の軌道上を周回する国際宇宙ステーション（ISS）へ食糧や衣類、各種実験装置などの最大6.2トンの補給物資を送り届ける。その後、使わなくなった実験機器や使用後の衣類などを積み込み、大気圏に再突入させて断熱圧縮によって焼却する。ISSとの接続にはハーモニー付近に設置されたロボットアームで掴んでハーモニーの下部の共通結合機構（CBM）に結合させる方法が採られる。初号機以降、主要機器の国産化が進められたことにより3号機でHTVの開発は完了し、4号機以降は運用機として量産が行われている。三菱重工業はプライムメーカーとして開発に携わり、全部で約350社の企業が開発に参画している。
2009年の技術実証機（1号機）から2020年の9号機まで全ての補給ミッションを完遂し、その役割を終えた。

## 開発の経緯

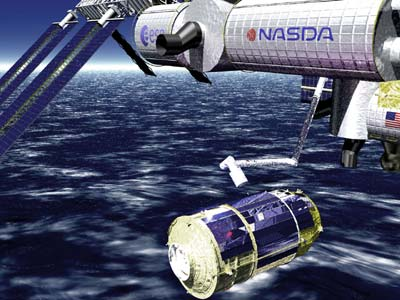
宇宙ステーションとドッキングするHTVの当時の予想図。

1988年、日本、カナダ、アメリカ合衆国、および欧州宇宙機関（ESA）加盟国の政府間で宇宙基地協力協定（IGA）が署名された。1993年にロシア連邦も加わり、1994年に現在の国際宇宙ステーション計画が誕生した。こうした中で、1994年7月の宇宙ステーション計画の了解覚書協議において、アメリカ航空宇宙局（NASA）は宇宙ステーションへの輸送を、国際パートナーがスペースシャトルでの輸送経費を実費負担する方式から、各パートナーごとが輸送能力を提供することを原則とする方式への変更を提案した。
これを受け、日本の宇宙開発事業団（NASDA）は1995年に宇宙ステーション補給機の概念設計を開始し、1997年にHTV開発に着手した。1998年2月24日に署名された宇宙基地了解覚書（MOU）においては、日本が国際宇宙ステーションへの補給義務を負うことが国際的に約束された。
その後、2003年のコロンビア号空中分解事故によってスペースシャトル退役への流れが加速したことにより、HTVを含めた無人宇宙補給機の重要性が高まっていった。当初、人工衛星基準の設計・製作経験しかない日本がHTVをISSへ全自動ランデブーさせる構想を提案したことに対し、NASA側は難色を示して拒絶したという。
ちなみに、当初HTVはH-IIAロケットに液体ロケットブースター（LRB）1基を追加した212型で打ち上げる前提で開発が進められていた。しかし再検討の結果、LRBを追加するより、1段目を大型化する方が経済性、確実性、輸送能力などの点でより優れていると判断され、H-IIBロケットの開発が決定した。
なお、日本ではHTVの前に再使用型宇宙往還機であるHOPE（ホープ、H-II Orbiting Plane）の開発が進められていた。HOPEはISSの輸送用途にも考えられていたが、再利用型より使い捨て型のHTVでの輸送の方が費用対効果が優れているということで、結局HOPEが採用されることはなかった。なお後にHOPEは開発自体が凍結されている。

### 開発費
技術実証機の建造費約200億円を含んだ総開発費は677億円、2号機以降の1機あたり建造費は約140億円である。

### 愛称
1機目のHTV技術実証機には、「おおすみ」や「はやぶさ」のような他の国産宇宙機に付けられる愛称がつけられなかった。これは、補給機を再利用せず使い捨てにする用途のためであったが、2号機以降はより親しみを持ってもらうために2010年8月27日から9月30日までの期間に愛称が一般公募され、同年11月11日に「こうのとり」という愛称が発表された。選定理由は赤ん坊や幸せといった大切なものを運ぶコウノトリのイメージが、HTVのミッション内容を的確に表しているから、というものであった（愛称決定後、技術実証機を便宜上「こうのとり1号機」と呼ぶこともある）。なお、有効応募総数は17,026件、「こうのとり」の提案者数は217名で、提案者には特典として認定書・記念品が届けられ、抽選で選ばれた6組が、2号機から7号機まで毎回1組ずつ、名付け親の代表として種子島宇宙センターでの打上げを見守る。

## 構成

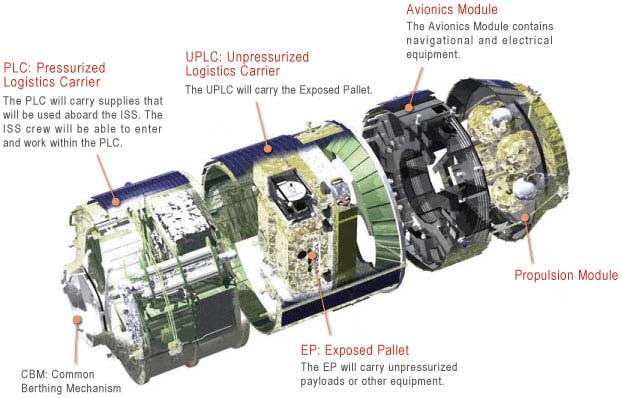
HTVの構成。

HTVは当初から補給キャリアの組み替えにより様々な輸送需要に対応したり、将来は有人宇宙船や軌道間輸送機に発展させることを容易にしたりするため、モジュール設計が行われている。
当初は、与圧短型、与圧長型、与圧・非与圧混載型の3形態が考えられたが、その全てに対応したものを開発すると開発費が高騰してしまい、日本が独自の新輸送機開発を行う根拠としてスペースシャトルより費用対効果があることを示す必要があったため、与圧物資と非与圧物資を搭載する「混載型」のみが開発された。そのため、組み替え形態の開発は将来構想となったが、モジュール単位で開発して後で組み合わせることが可能になり、開発の効率化にも役立った。
大きく分けると、前側2/3程度が補給キャリア、後側1/3程度が電気・推進モジュールである。HTVの総部品点数は約120万点に上り、H-IIBロケットの約100万点よりも多く、打ち上げ時にかかる3.2Gの加速圧と振動に耐えられる強度を持っている。

### 安全性
HTVは宇宙空間での有人使用に対応するため、通常の人工衛星やロケットと違い、故障や誤操作が1つ起きても任務が継続できる1フェイルオペレーティブ（Fail operative）、故障や誤操作が2つ起きても有人安全に影響を及ぼさない2フェイルセーフ（Fail safe）の耐故障設計を行っている。これは「きぼう」と同じ設計思想だが、HTV固有の安全設計もなされており、各開発フェーズ（基本設計段階・フェーズ1、詳細設計段階・フェーズ2、システム試験後評価段階・フェーズ3）ごとに行われる安全審査でメーカー安全審査、JAXA安全審査を受審し、NASA安全審査に至っては計6回受審している。
また、HTVがISSに接近している段階で緊急事態が生じた場合、ISS搭乗員によるHTV運用にかかる緊急コマンドの送信端末であるHTV専用コマンド端末（HCP：ハードウェアコマンドパネル）がある。地上側が事態を把握し支援するのが間に合わなくても、搭乗員が端末を使って緊急操作することが可能になっている。この端末は6号機まで使用され、7号機以降の緊急操作端末は
NASAのISS搭載可搬型パソコン（PCS）に変更されている。

### 補給キャリア
国際宇宙ステーション（ISS）に補給する物資を搭載する区画。与圧部と非与圧部からなる。ISSに補給品を送り届けた後、不要品を搭載して大気圏に突入し、焼却処分する役割も持つ。なお、開発初期段階では非与圧部がなく与圧部を大きくした構成も発表されていた。最近の構想図でも、与圧部のみの構成や非与圧部のみの構成が掲載されているが、将来このような様々な構成を使用する予定があるのかは未公表である。以下、混載型の補給キャリアについて解説する。

#### 補給キャリア与圧部

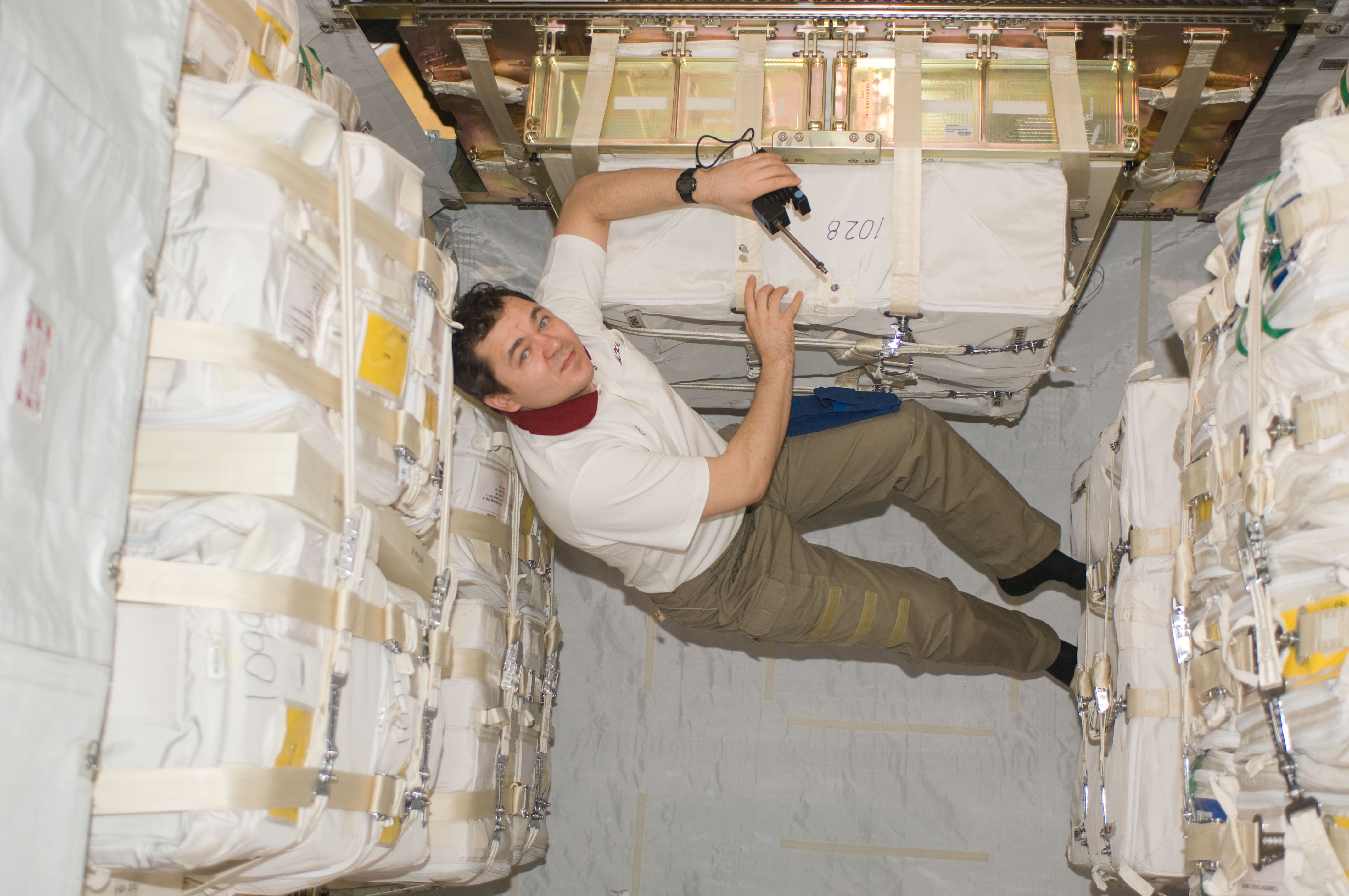
与圧部の内部。

国際宇宙ステーション（ISS）の船内用補給品を搭載する区画。国際標準実験ラック（ISPR）またはHTV補給ラック（HRR）を合計8個搭載することができる。HRRは飲料水、食料、衣類等を輸送する際に用いるラックで、物資は物資輸送用バッグ（Cargo Transfer Bag:CTB）と呼ばれるISS標準のバッグでHRRに収められる。また5号機からは与圧部の底面の空間を利用した新たな補給ラック（HRR Type-D）が搭載可能となっている。搭載可能なCTBの数は、初号機では標準サイズ換算で208個だったが、2号機では230個に、5号機では242個に、6号機からは248個に増えている。
また、レイトアクセス（速達サービス、打上げ10日前から80時間前までの積み込み）対応可能なのは初号機では標準サイズ換算で4個だったが、2号機では30個に、3号機では80個に、5号機からは92個に増えている。レイトアクセスでは、4号機以降は標準サイズCTBの約4倍の体積のM02バッグを搭載できるようになり、バッグへ搭載可能な質量も5号機からは、それまでの20kgから70kgへ引き上げられるなど様々な改善が施されている。
輸送する物資は種子島宇宙センターにて、重量・寸法を測定し、寸法が規定値外であれば所有者に規定値内に収めるよう要請し、小さすぎる場合は隙間材であるスペーサーを入れ固定される。これらの搭載される物資は、こうのとりの重心が規定の範囲内に収まるように、搭載レイアウトの計算に基づいて組み替えて積み込まれる。
補給品はISS乗員が乗り込んで搬出するため、内部はISSと同じ1気圧の環境に保たれるほか、単独飛行中も気温は一定に制御される。ISSを離れる際には、ISSの不要品（使用済みラック等の廃棄物）を積み込み、HTVごと大気圏に突入して廃棄される。補給キャリア与圧部は、HTVとISSの結合部でもある。先端部分には共通結合機構（CBM）を装備しており、ISSのモジュールに結合することができる。通常、HTVはハーモニー（ノード2）の地球側結合部に接続される。
「きぼう」では空気循環用ファンは海外メーカーのファンを使用していたが、HTVでは初号機から国産の低騒音ファンを用いている。

#### 補給キャリア非与圧部
国際宇宙ステーション（ISS）の船外の宇宙空間に設置される材料曝露実験装置や予備部品を搭載する区画。過去の宇宙機では実績のない2.7m × 2.5mという大開口部を有しており、その中に曝露パレットを収納することができる。曝露パレット（Exposed Pallet: EP）は、「きぼう」船外実験プラットフォーム係留専用型と、多目的曝露パレット型の2タイプが用意されている。また、非与圧部の搭載能力は5号機までは1.2トンであったが、6号機からはISS用新型リチウムイオンバッテリ6台を一度に打ち上げるため、搭載能力が1.9トン（カーゴ搭載用の棚構造の質量を含む）に増強されている。
- 「きぼう」船外実験プラットフォーム係留専用型（I型）は、「きぼう」の船外実験プラットフォーム（EF）に取り付ける曝露実験装置を2 - 3個搭載する。HTVがISSに接続されると、パレットはカナダアーム2で把持されて補給キャリア非与圧部から引き出され、きぼうのロボットアーム（JEMRMS）に受渡した後、EFの先端に仮置きされる。HTV技術実証機ではこのタイプが使用され、日米の曝露実験装置2個を搭載した。HTV2号機では米国の曝露機器2台を運搬したが、このI型が使われた。
- 多目的曝露パレット型（EP-MP型）は、カナダアーム2により引き出された後、ISSのトラス上のモービル・ベース・システム（Mobile Base System: MBS）に仮置きするタイプと、I型と同様にEFに仮置きするタイプの2つがある。ORUには様々なものがあるが、ISSのバッテリORU（軌道上交換ユニット）の場合は6個搭載することができる。EP-MP型は、HTV3号機から使われる。

### 電気モジュール
誘導制御系・電力供給系・通信データ処理系・通信系の電子機器を搭載する。なお、太陽電池はプログレスやATVと異なり、パドル形ではなく、電気モジュールや補給キャリアの外面に取り付けられる。これはHTVがプログレスやATVのような自動ドッキングではなく、共通結合機構（CBM）を用いての接続のため、カナダアーム2による把持（キャプチャ）させるためにはパドルがあると邪魔になるからである。しかし、HTVと同じ結合方式となる米国の商業補給機ドラゴンとシグナスは太陽電池パドルを使う方式を採用しており、設計次第ではどちらでも可能である。
太陽電池パネルは「こうのとり」の外壁に、4号機では55枚、5号機で49枚、6号機と7号機は48枚搭載されており、6号機以降では補給キャリア与圧部の外壁に20枚、非与圧部の外壁に20枚、電気モジュールの外壁に8枚、推進モジュールの外壁に0枚（初号機では6枚あり、段階的に減らして6号機以降は0枚となっている。）という内訳となっている。

### 推進モジュール
軌道変更や姿勢制御のための推進装置を装備する区画。燃料（MMH: モノメチルヒドラジン）タンク2基、酸化剤（MON3: 窒素添加四酸化二窒素）タンク2基、軌道変換用メインエンジン4基、姿勢制御用RCSスラスタ28基を装備する。実証機と2号機と4号機のメインエンジン（R-4D）とRCSスラスタ（R-1E）は、米エアロジェット社製であるが、3号機と5号機以降はIHIエアロスペース社製の国産品（メインエンジンはHBT-5、RCSスラスタはHBT-1）に置き換えられる。この国産エンジンへの切り替えにより、今まで使っていたエンジンとは特性が異なるのに対応するため、こうのとりのISSへの接近運用が多少変更されており、改めてNASAの安全審査を一部受審している。

### フェアリング
フェアリングは本来、H-IIBロケットに含まれる部分であるが、HTV打ち上げ時には専用の5S-H型を使用する。通常の5S型フェアリングより全長が長く、上部に1.4m四方のハッチがあり、HTVをフェアリングに収めた後も補給キャリアに入室でき、搭載試料や生鮮食料品などを打ち上げ直前にも搬入することができる（レイトアクセス）。レイトアクセスで搭載できるCTBの数は5号機で92個にまで増加し、他国の輸送船と比較してもHTVが最大の能力となっている。

## 運用

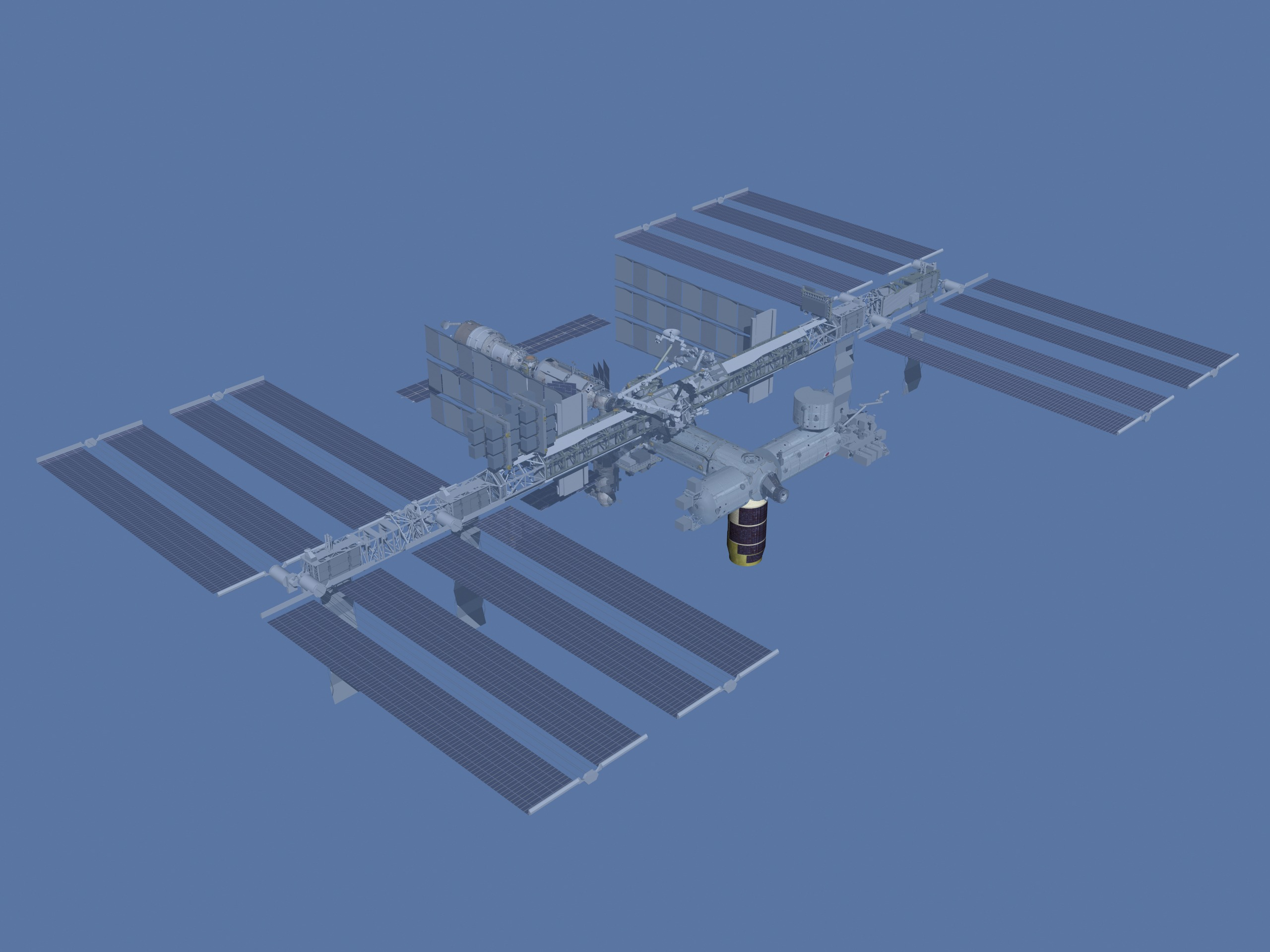
HTVのドッキング位置。

近接運用図

### 運用管制
HTVの運用管制は筑波宇宙センターの宇宙ステーション運用棟内にあるHTV運用管制室（HTVMCR）で行われており、HTVがISSの後方5kmに到達する90分前からはNASAのジョンソン宇宙センター（JSC）にあるミッションコントロールセンター（MCC-H）との統合運用が行われる。運用管制の訓練、打ち合わせは打ち上げの1年以上前から行われており、HTV運用管制チーム（HTV FCT）は、3交代の24時間体制で常時約20名が運用を行っている。運用管制要員のHTV1での認定者は67名、HTV2での認定者は76名となっている。HTVの手順書は1,800種類以上あり、NASAとの手順書も数百種類ある。また、2011年のこうのとり2号機ではミッション中に起きた東北地方太平洋沖地震により、一時的に宇宙ステーション運用棟の管制設備が使えず、NASAの管制センターに管制官を派遣して対応した。この一件により、筑波宇宙センター内の別の建物内にHTVの予備管制センターが設置されている。

### 打ち上げ - ランデブー
H-IIBロケットで高度200km/300kmの楕円軌道に打ち上げられたHTVは、NASAの追跡・データ中継衛星TDRSとの通信を開始し、筑波宇宙センターにあるHTV管制センター（HTV-CC）の管制を受ける。HTVが正常であることが確認されると、約3日間掛けて国際宇宙ステーション（ISS）から23kmの位置まで接近する。
この距離では、「きぼう」に設置された近傍域通信システム（Proximity Communication System: PROX）との通信が可能になる。きぼうに搭載されているGPS受信機を利用したGPS相対航法（RGPS）により、ISSと同じ高度で、ISSの5km後方の接近開始点（AI点（Approach Initiation Point））に投入される。AI点まで正常な状態が確認できれば、AIマニューバ（AI Maneuver）により接近を継続する。何らかの理由で接近を中断したい場合は、AI点にて相対的に停止（ISSと一定の位置関係を保持）する。

### 接近 - ISSへの結合
まず、RGPSによりISSの下方500mのRバー開始点（R-bar Initiation:RI）に接近する。きぼう（JEM）の下部には反射板（コーナーキューブリフレクタ）が取り付けられており、これにレーザーを当てて正確な位置を測定しながら、ゆっくりと接近する（ランデブセンサ航法）。接近速度は毎分1 - 10mで、ISSもしくは地上から接近の一時停止や一旦後退、中止などの操作ができる。途中300mの位置で一旦停止し、ヨーマニューバを実施してヨー姿勢を0°に戻し、接近を再開する。最終的に、きぼう（JEM）の下方約10mの把持点（BP（Berthing Point））で、HTVは停止する。
プログレス補給船や欧州補給機（ATV）と異なり、HTVは自動ドッキングは行わない。他のCBMを使用するモジュールと同様、HTVはカナダアーム2で握持されて手動操作で結合する。まず、HTVは安全確保のため全てのスラスタを停止して待機する。次に、カナダアーム2がHTVを握持し、ハーモニーの地球側結合部に取り付ける。

#### 手動での結合
プログレスやATV（ロシア側のアンドロジナスドッキング機構を採用）と異なり、手動での結合方式を採用したが、それは結合に利用するISSの共通結合機構（CBM）が、自動ドッキングを行う設計ではない（ターゲットマーカーが無い、ドッキング時の衝撃負荷に耐えられない等）からである。これは自動ドッキングより大型の荷物の輸送を優先したためである。
この接続方式の採用により、ハッチが1.2×1.2mの正方形（プログレスやATVのハッチは内径80cmの円形）となり、プログレスやATVと比べてより大きな物資の搬出が可能となった。

### 係留中

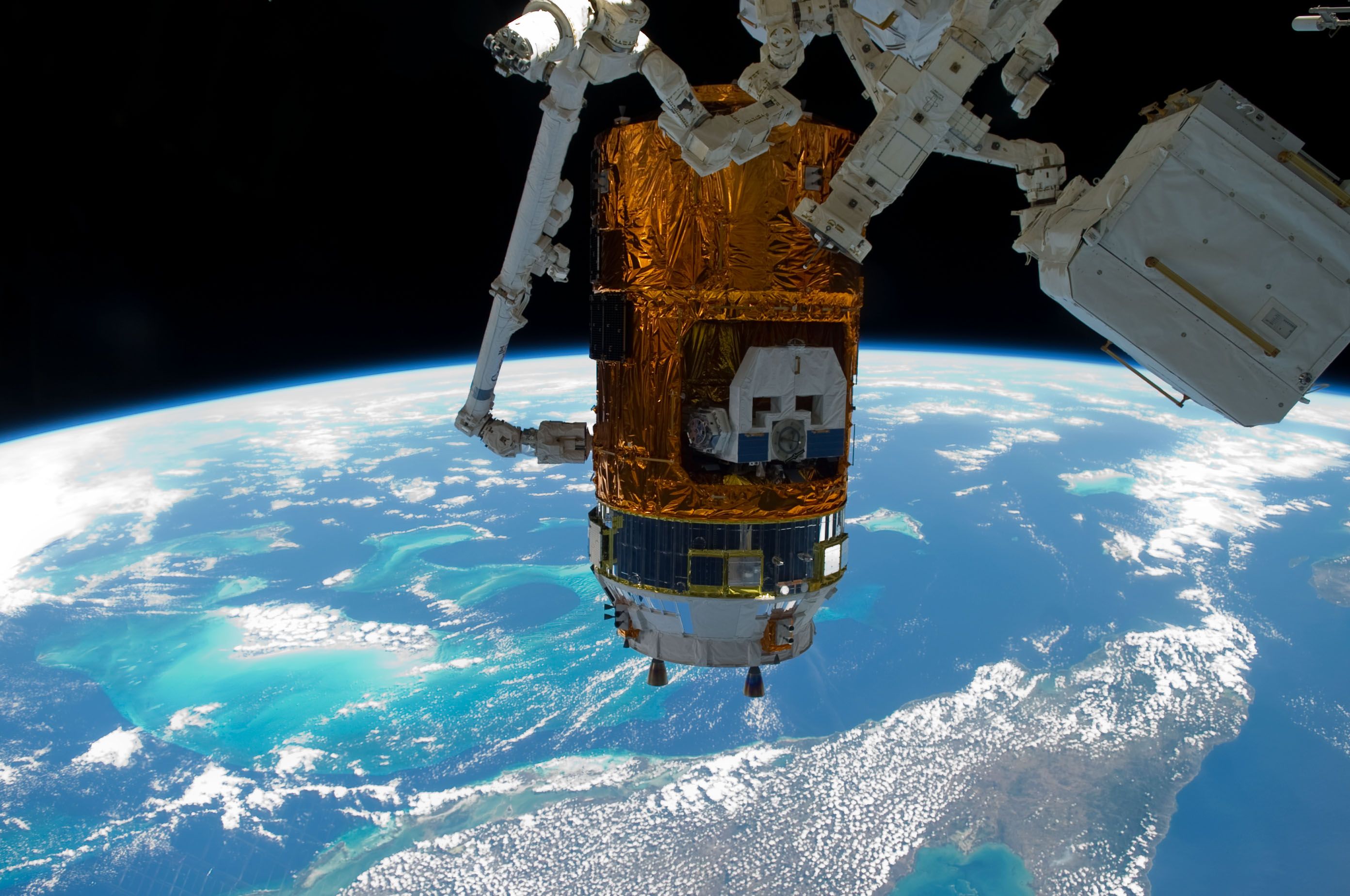
こうのとり2号機

HTVがドッキングするハーモニーはISSの最前部であり、HTVを使用してISSのリブーストを行うことはない。前述の通り、補給キャリアから補給品の取り出しと不要品の積み込みが行われると、HTVはISSから離脱する。
HTVの係留中にスペースシャトルがドッキングする場合は、HTVのすぐ隣にシャトルのペイロードベイが位置してしまい、物資搬出に支障を来す。特に多目的補給モジュール（MPLM）を輸送するミッションの場合、MPLMが結合に使用するハーモニーの地球側結合部をHTVが塞ぐことになる。このような場合は、あらかじめHTVをハーモニーの天頂側結合部に移しておく必要がある。実際に、HTV2号機では、STS-133の到着に備えて、HTV2をハーモニーの天頂側結合部に移動させた。ハーモニー天頂側はセントリフュージが使用する予定だったが、セントリフュージの計画中止で空いており、過去にはきぼう船内保管室の仮設置に使われた。

### 分離、廃棄
CBMから分離すると、HTVはカナダアーム2でISSから離れた場所まで移動した後、把持を開放して放出され、ISSから遠ざかる。軌道離脱の噴射を行い、通常は南太平洋、場合によってはインド洋に向けて再突入させる。再突入時に発生する1000度以上の高温に耐えられる耐熱金属等でできた一部の部品（噴射ノズルやタンク等）を除き、確実に燃え尽きるように設計されており、アルミニウム合金や特殊樹脂などでできた本体、廃棄された不要品ともども大部分が燃え尽きその任を終える。燃え尽きなかったごくわずかの部品は南太平洋、またはインド洋の海中へと没する。

## 諸元
- 全長 9.6m
- 直径 4.4m
- 質量 約10.5トン（補給品除く）
- 補給能力[28]

| 宇宙ステーション への補給能力 | 技術実証機実績 HTV1 | 運用機HTV2以降                                |
| ----------------------------- | ------------------- | --------------------------------------------- |
| 合計                          | 5.3 t               | 最大6.0 t（HTV7では約6.2tの実績がある。）     |
| 船内物資                      | 4.0 t               | 最大5.2 t                                     |
| 船外物資                      | 1.3 t               | 最大1.5 t（HTV6からは最大1.9tになっている。） |
| 総質量（参考）                | 16.0 t              | 最大16.5 t                                    |

- 廃棄品搭載能力 約6トン
- 目標軌道（ISS軌道） 
  - 高度：350km - 460km
  - 軌道傾斜角：約51.6度
- ミッション時間
  - 単独飛行能力：約100時間
  - 軌道上待機能力：1週間以上
  - ISS滞在可能期間：最低30日間、最大60日間

## 実績

### 打ち上げ実績
| 機体名          | 画像 | 打ち上げ日時 （JST）       | 結合完了日時 （JST）   | 分離日時               | 再突入日時             |
| --------------- | ---- | -------------------------- | ---------------------- | ---------------------- | ---------------------- |
| HTV技術実証機   |      | 2009年9月11日 2時1分46秒   | 2009年9月18日 7時26分  | 2009年10月31日 0時2分  | 2009年11月2日 6時26分  |
| こうのとり2号機 |      | 2011年1月22日 14時37分57秒 | 2011年1月28日 3時34分  | 2011年3月28日 22時29分 | 2011年3月30日 12時9分  |
| こうのとり3号機 |      | 2012年7月21日 11時6分18秒  | 2012年7月28日 0時22分  | 2012年9月12日 20時50分 | 2012年9月14日 14時27分 |
| こうのとり4号機 |      | 2013年8月4日 4時48分46秒   | 2013年8月10日 3時38分  | 2013年9月5日 1時20分   | 2013年9月7日 15時37分  |
| こうのとり5号機 |      | 2015年8月19日 20時50分49秒 | 2015年8月25日 2時28分  | 2015年9月29日 1時53分  | 2015年9月30日 5時33分  |
| こうのとり6号機 |      | 2016年12月9日 22時26分47秒 | 2016年12月14日 3時24分 | 2017年1月28日 0時45分  | 2017年2月6日 0時6分    |
| こうのとり7号機 |      | 2018年9月23日 2時52分27秒  | 2018年9月28日 3時08分  | 2018年11月8日 1時50分  | 2018年11月11日 6時38分 |
| こうのとり8号機 |      | 2019年9月25日 1時5分5秒    | 2019年9月29日 2時55分  | 2019年11月2日 2時20分  | 2019年11月3日 11時9分  |
| こうのとり9号機 |      | 2020年5月21日 2時31分0秒   | 2020年5月26日 3時25分  | 2020年8月19日 2時37分  | 2020年8月20日 16時7分  |

### 主な搭載品
搭乗員の生活関連品から、飲食料、実験機器から小型衛星まで様々な物資を搭載・輸送している。飲料水の輸送は2号機から行われており、種子島宇宙センターにあるシンクの蛇口から取水したうえで、NASAの基準内の水を精製し、殺菌成分のヨウ素を少し加えて専用の水バッグ（CWC-I）に収めてISSへ運ばれる。飲料水の水バッグ（CWC-I）は1つ20リットル入りで、30個分600リットルはリサイクル前提で宇宙飛行士3人の4カ月分に相当する。5号機からは、オレンジやレモンなどの生鮮食品も輸送している。
| 機体名           | 与圧部搭載品 | 非与圧部搭載品 |
| ---------------- | --- | --- |
| HTV 技術実証機   | - 「きぼう」保管ラック（PSRR）1台 - HTV補給ラック（HRR。食料・日常品・実験用品など）7台 | - 超伝導サブミリ波リム放射サウンダ（SMILES） - 沿岸海域用ハイパースペクトル画像装置および 大気圏/電離圏リモート探知システム実験装置 （HICO & RAID Experimental Payload: HREP）                                                                              |
| こうのとり 2号機 | - 勾配炉ラック 1台 - 多目的実験ラック 1台 - 食料・飲料水・衣服・保守部品などの補給物資 | - カーゴ輸送コンテナ（CTC） - フレックス・ホース・ロータリ・カプラ（FHRC） |
| こうのとり 3号機 | - 水棲生物実験装置（AQH） - NASAの触媒反応器（水再生システムの一部） - 「きぼう」の冷却水循環ポンプ - 再突入データ収集装置（i-Ball）、REBR - 小型衛星放出機構（J-SSOD）と小型衛星（CubeSat）5機 - 搭乗員用食料品・衣服・保全品等の補給物資 | - ポート共有実験装置（MCE） - NASAのソフトウェア無線試験装置（SCAN Testbed） |
| こうのとり 4号機 | - 「きぼう」日本実験棟で実施される実験サンプル - 「きぼう」搭載用ポータブル冷凍・冷蔵庫（FROST） - 「きぼう」輸送用ポータブル保冷ボックス（ICE Box） - 超小型衛星（CubeSat）4機 - 再突入データ収集装置（i-Ball） - 超高感度4Kカメラ - キロボ（会話ロボット） - 「きぼう」およびNASAの保全用品 - 搭乗員用食料品・衣服・保全品等の補給物資 | - 電力系統切替装置（MBSU） - 電力・通信インターフェース機器（UTA） - 複数の実験装置を混載した米国の実験ペイロードSTP-H4 （Space Test Program - Houston 4）                                                                                                  |
| こうのとり 5号機 | - 小動物飼育装置（MHU） - 静電浮遊炉（ELF） - 多目的実験ラック2（MSPR-2） - 簡易曝露実験装置（ExHAM）2号機 - 超小型衛星（CubeSat）18機 - 各種実験試料 - 水再生システム用ポンプ/フィルタ - ギャレーラック - 船外活動（EVA）用の宇宙服用高圧ガス推進装置 - 船外実験プラットフォーム配電箱（EF-PDB） - 食料・飲料水・宇宙飛行士の生活用品等の搭乗員関連品（生鮮食品含む） | - 高エネルギー電子・ガンマ線観測装置（CALET） |
| こうのとり 6号機 | - 小型衛星放出機構（J-SSOD） - 超小型衛星（CubeSat）7機 - 沸騰・二相流実験装置（TPF） - 宇宙放射線のリアルタイムモニタ装置 （PS-TEPC: Position Sensitive Tissue Equivalent Proportional Chamber） - 次世代ハイビジョンカメラ（HDTV-EF2）システム - 二酸化炭素除去装置（CDRA）軌道上交換ユニット - 食料・飲料水・宇宙飛行士の生活用品等の搭乗員関連品（生鮮食品含む） | - ISS用新型リチウムイオンバッテリー6台 - KITE：HTV搭載導電性テザーの実証実験 （Kounotori Integrated Tether Experiment） - SFINKS：宇宙用薄膜太陽電池フィルムアレイシートモジュール実証 （Solar Cell Film Array Sheet for Next Generation on Kounotori Six） |
| こうのとり 7号機 | - 小型衛星放出機構（J-SSOD） - 超小型衛星（CubeSat）3機 - HTV搭載小型回収カプセル（HTV Small Re-entry Capsule：HSRC） - 米国実験ラック（Express Rack 9B） - 米国実験ラック（Express Rack 10B） - ESA生命維持ラック（Life Support Rack：LSR） - 米国生命科学グローブボックス（Life Sciences Glovebox：LSG）及びLSG打上げ専用ラック - ループヒートパイプラジエータ（LHPR）技術実証システム - 食料・飲料水・宇宙飛行士の生活用品等の搭乗員関連品（生鮮食品含む） | - ISS用新型リチウムイオンバッテリー6台 |
| こうのとり 8号機 | - 「きぼう」保全用品等 - 細胞培養装置追加実験エリア（Cell Biology Experiment Facility-Left:CBEF-L） - 小型衛星放出機構（JEM Small Satellite Orbital Deployer:J-SSOD） - 超小型衛星（CubeSat）3機 - 小型衛星光通信実験装置（Small Optical Link for International Space Station:SOLISS） - 惑星表面の柔軟地盤の重力依存性調査（Hourglass） - 実験用ガスボトル（高濃度酸素空気、約100気圧、酸素45%、窒素55%） - 静電浮遊炉（Electrostatic Levitation Furnace:ELF）のサンプルカートリッジ - 食料・飲料水・宇宙飛行士の生活用品等の搭乗員関連品（生鮮食品を含む） - 貯水システム（Water Storage System:WSS）用新型の水タンク8台 - 窒素と酸素を補充するためのシステム（Nitrogen Oxygen Recharge System:NORS）タンク（酸素、窒素各1台）計2台 | - ISS用新型リチウムイオンバッテリー6台 |
| こうのとり 9号機 | - 超小型衛星搭載用地球観測衛星用カメラ（iSIM） - 固体燃焼実験装置（SCEM）など FLARE 実験関連品 - きぼう宇宙放送局（Space Frontier Studio KIBO）関連品 - 生鮮食品、衣類等の生活用品、宇宙食など - 米国実験ラック（Express Rack 11B:ER11B） - 貯水システム（WSS）用水タンク - 窒素を補充するためのシステム（NORS）タンク - 欧州引出しラック 2（European Drawer MarkⅡ：EDR2） | - ISS用新型リチウムイオンバッテリー6台 |

### 打ち上げ
2020年度に最終号機となる9号機を打ち上げた。
2015年12月8日に開催された宇宙開発戦略本部で宇宙基本計画工程表が改訂され、2021年度以降はH3ロケットによる新たな宇宙機（HTV-X）の打ち上げに移行することが正式に決定された。

## 他の輸送手段との比較
HTVはスペースシャトルに次いで船外物資の輸送を実現した宇宙船である。スペースシャトルが退役した2010年時点で、ISSへ物資を輸送する手段はHTVのほか、ロシアのプログレス補給船と、欧州の欧州補給機（ATV）があった。しかしプログレスとATVは、共通結合機構（CBM、ハッチ形状は1.27m（=50インチ）× 1.27mの正方形の物資を通すことができる角丸正方形）より小さなドッキング装置のハッチ（直径80cm）を用いるため、国際標準実験ラック（ISPR）はこのドッキング装置のハッチを通過することができず、輸送できなかった。また、定期的に交換するバッテリーなどの軌道上交換ユニット（ORU）も輸送することができなかった。これらの補給品は従来、スペースシャトルの多目的補給モジュール（MPLM）や曝露機器輸送用キャリア（ICC-VLD）で輸送していたが、シャトルが退役したことで、ドラゴン宇宙船の商業軌道輸送サービスによる物資輸送が始まった2012年までは、HTVが唯一の輸送手段であった。国際標準実験ラック（ISPR）に関しては、計画中のものも含めてもHTV以外に輸送できる宇宙機はない。
なお、プログレスとATVはハッチを通過できる小型の補給品のほか、ISSの推進剤を補給するためのタンクとパイプを搭載しているが、HTVでは推進剤を輸送する能力はない。プログレスとATVはISSの進行方向最後尾にドッキングすることもあり、自らの推進機能を利用してISSをリブースト（微小な空気抵抗により自然に高度が下がっていくISSを、運用要求に応じた高度まで押し上げること）することができるが、HTVはISSの最前部に進行方向に対して垂直に結合することもあり、リブースト能力は持たない。
小型の実験機材や食料、衣料などは、HTVやプログレス、ATVのいずれでも輸送することができる。これらは与圧室内に搭載され、ISS搭乗員が運搬する。廃棄時も同様である。また、ソユーズの急速ランデブー方式の場合は打ち上げから約6時間でISSに着くにあたって、ISS側で予定している到着地点に軌道を変える作業が必要だが、HTVは到着まで約3日の時間をかけることによってISS側での作業が必要なく、打ち上げ時刻と到着時刻を柔軟に決められるようになっている。

### ランデブー・結合システム
HTVの場合、ISSとのランデブー・結合システムは従来のものと異なっている。他の宇宙船はロシア製の自動ドッキングシステム（アンドロジナスドッキング機構）を使用するが、HTVは世界で初めて「ランデブー飛行により接近した後、相対的に停止させ、ロボットアームで把持して結合させる」という、キャプチャー・バーシング方式が採用されている。この方式は、米国の民間会社2社が開発するCOTS宇宙機でも採用された。
なお、無人ランデブー技術には技術試験衛星きく7号の実証経験が活用されている。

### NASAによる利用の可能性
2008年7月20日の『読売新聞』朝刊1面トップに、NASAがスペースシャトルの退役後、HTVを購入する計画があるという内容が掲載されたが、翌7月21日にNASAは公式サイトにて「そのような事実は公式、非公式問わず検討したことはない」と完全否定した。
シャトル退役以降のISSへのアメリカ担当分の補給手段として、NASAは民間開発による商業軌道輸送サービス（COTS）を利用する予定である。COTSにおいてロッキード社がアトラスロケットを用いてHTVを打ち上げることを視野に入れたが、すぐに断念した。
なお、HTVは日本だけの物資を輸送するための輸送機では元々なく、NASAの実験装置や各種補給品も搭載するため、購入はともかく利用は既に行われている。2015年には、ドラゴン7号機の打ち上げ失敗により、急遽NASAの依頼で「こうのとり」5号機で水再生システム用補給物資の輸送が行われた。

## 主な改良
当初の計画では、HTVは2015年度までに7機の打ち上げを予定していたが、その後2016年度までに7機、更に2019年度までに9機に変更されている。この間にHTVの改良が行われ、HTV3で国産化のための改良は完了した。以下に公表されている主な改良内容（採用未定のものを含む）を挙げるが、これ以外にも様々な改良が施されている。

### LED照明の採用
補給部与圧区内の照明にはISS共通の蛍光灯が使用されている。この蛍光灯はアメリカ製で、割れてもガラスや水銀が飛散しないなど宇宙での使用に対応した特別品である。ISS計画の遅れや延長による経年劣化もあり、ISS内で点灯しなくなるものが相次いでいる。そこで、HTV用に発光ダイオード（LED）を使用したLED照明装置が開発され、2010年打ち上げの2号機から搭載された。この照明装置はパナソニック電工がJAXAの事業公募制度「宇宙オープンラボ」 に応募して採用されたもので、LEDは蛍光灯と比べ劣化や故障が起きにくく、万一故障しても20個のLEDと2組の電源回路を使用するため完全に不点灯になる可能性が低いとされている。まずHTVで使用されるが、引き続きISS本体にも採用するため、検討が行われている。蛍光灯、LED照明いずれの場合もISSからの離脱前に取り外され、ISSでの予備品として保管されている。

### メインエンジンとスラスタの国産化
実証機、2号機、4号機の推進モジュールには前述のようにエアロジェット製のメインエンジンとスラスタが使用されている。これはHTVが計画された1990年代にはまだ国産スラスタの軌道上実績が乏しかったためである。2000年代以降はBT-4やBT-6といった国産スラスタが多くの軌道上実績を挙げており、国産スラスタでも十分な信頼性が確保できるとの判断から国産化されることになり、メインエンジンにはHBT-5、スラスタにはHBT-1が採用された（IHIエアロスペース製）。ISS接近時や再突入時等の熱負荷が大きかったため、国産品開発では熱安定性の向上が求められ、燃焼室根元部温度の安定化、燃焼振動の抑制を実現した。開発したRCS/メインスラスタは共にマルチエレメント型でフィルム冷却のインジェクタ方式である。当初は2号機以降で適用される予定であったが、2008年の変更で3号機以降で適用される予定となった（実際にはHTV3号機と5号機以降で使用されることになった）。

### 蓄電池の改良
HTVは当初、一次電池のみを搭載する予定だったが、開発途中で太陽電池と蓄電池を追加した。その後、高性能の宇宙用一次電池が入手できなくなったため、どちらも同じリチウムイオン二次電池を使用することになった。しかし当初の設計を引き継いでいるため、一次電池の代わりに搭載した電池は太陽電池で充電することができず、電池が重複して搭載された設計になってしまっている。そこで、地上で充電した蓄電池に、軌道上で太陽電池から充電できるよう回路の設計を変更し、総重量の1割程度を占めている蓄電池を削減することが検討されている（後継機のHTV-Xで反映予定）。

### 太陽電池のパドル化
HTVは太陽電池を本体表面に貼り付けているため放熱特性を悪化させている。HTVのモジュール設計を生かし汎用軌道間輸送機として使用する場合、太陽電池をパドル化することで、放熱特性改善による軽量化や、発電効率改善による太陽電池軽量化、飛行姿勢の自由度改善を図ることも検討された（検討のみで採用はされず。検討結果は後継機のHTV-Xで反映予定）。

### H-IIBロケットとの接続部改善
H-IIBの第2段はH-IIAと共通のため、衛星搭載部の直径が3.2mであり、直径4mのHTVは裾を絞った形状になっている。H-IIBの衛星搭載部を4mに拡大すれば、HTVの構造を簡素化でき、軽量化につながる。また、H-IIBの2段目自体を1段目と同じ直径5.2m程度に大型化すれば、推進剤を増量してHTVの総重量を増加することも可能になる。これらの改良で補給品搭載量を増加できるほか、後述する発展型の開発にも活用できる（H3とHTV-Xでは4.4mの予定）。

## 受賞歴
- 2009年12月25日 - 「高度な安全性・信頼性を満足する宇宙ステーション補給機（HTV）の技術実証」としてHTVプロジェクトチームが団体で、文部科学省科学技術政策研究所（後の科学技術・学術政策研究所）が行っている2009年の「科学技術への顕著な貢献 ナイスステップな研究者」に選ばれている[75][76]。
- 2010年4月7日 - HTVとH-IIBロケットの開発に携わったJAXAと、三菱重工業、三菱電機、IHIエアロスペース、有人宇宙システム、宇宙技術開発、NEC、川崎重工業、IHI、日本航空電子工業、三菱プレシジョン、三菱スペース・ソフトウエアの11社は第39回日本産業技術大賞において、「HTV／H－ⅡBロケットの開発」として次席の文部科学大臣賞を団体で受賞[77][78][79][80]。
- 2011年4月11日 - HTVプロジェクトチームの虎野吉彦プロジェクトマネージャ、佐々木宏サブマネージャ、山中浩二ファンクションマネージャが「軌道上有人施設へのランデブドッキングと補給技術に関する研究」で平成23年度「科学技術分野の文部科学大臣表彰」の「科学技術賞（研究部門）」を受賞[81]。
- 2011年6月10日 - 一般社団法人電波産業会による第22回電波功績賞において、「HTV近傍接近システム通信技術の開発」（Proximity Communication System: PROX）により、JAXA有人宇宙環境利用ミッション本部宇宙ステーション回収機研究開発室と三菱電機HTV近傍接近システム通信技術研究開発グループが「電波功績賞総務大臣賞」を受賞[82][83]。

## 後継機の計画

### 新たな宇宙機（HTV-X）
宇宙ステーション補給機、H-IIBロケット、きぼうなどを利用した日本の宇宙ステーション計画は毎年400億円ほどの費用がかかり、日本の宇宙予算全体に占めるその高額さが問題視されてきた。これを解消するために、2015年5月、文部科学省宇宙開発利用部会において、2016年から2020年に打ち上げられる3機のHTVのうち1機を、設計を全面的に変更した「新たな宇宙機」とする構想が明らかにされた。また、同年夏に文部科学省は、現行型のHTVの打ち上げは2019年度に打ち上げる9号機までとし、2021年度以降はコストを半減させた新たな宇宙輸送機「HTV-X」を使用することを構想した。なお、従来から検討されてきた#回収機能付加型宇宙ステーション補給機（HTV-R）については計画が中止されている。
2015年12月8日に開催された宇宙開発戦略本部で宇宙基本計画工程表が改訂され、現行型は2019年度に打ち上げる9号機までとし、2021年度以降にHTV-Xに移行することが、宇宙基本計画として正式に決定された。HTV-Xと仮称されたこの新型宇宙機では、開発費用削減のため与圧部は大きな改変を加えずに引き続き活用する一方、前述の太陽電池のパドル化が図られるとともに、これまで分割されていた推進系と電気系モジュールがサービスモジュールに集約されるなど、構造設計が大幅に見直されている。こうしたシステムの効率化や軽量化により、輸送能力を保ったまま製造費用を半減するとしている。
また貨物搭載部の置き換えや機能追加、サービスモジュールの能力向上により、月軌道間輸送機、深宇宙輸送機、軌道上サービス機、HTV-Rのような地球回収システムへの発展性を確保する。

#### 自立型回収カプセル
7号機で初めて搭載・使用された小型回収カプセルは、HTV本体に取り付けられた形でISSから離脱し、大気圏再突入直前にHTVから分離される構成となっており、カプセル単独での地球への帰還能力を持たない。そのため試料を回収できるタイミングに制約がある。これを解消し、カプセル単独でISSから放出され地球へ帰還できる自立型回収カプセルの開発が検討されており、HTV-Xでの実用化を目指すとしている。

## 構想された発展型の展望
HTVは人間を乗せての打ち上げこそ行わないものの、ISS係留中に人が立ち入ることができる安全性を有し、無人での単独飛行が可能な宇宙船であることから、HTVを基点とした発展型が構想されてきた。なお、これらの構想は論文や暫定的な計画等で公表されているが、いずれも要素技術の開発に留まったか構想段階で留まっている等、正式に開発が決定したものではない。

### 回収機能付加型宇宙ステーション補給機（HTV-R）
2010年に、2011年のスペースシャトルの退役によりISSから実験試料などを持ち帰る手段が減少することが確実となった。2010年の時点で確実に使用可能な手段はソユーズ宇宙船のみであり、ソユーズに搭載できる物資は1機あたり60kgに限られることから、日本独自の物資回収手段となるHTV-Rの開発構想が持ち上がった。HTV-Rの実現により、将来の有人宇宙船開発に向けて大気圏再突入の経験を積むこともできるとされた。
当初、HTV-Rの案には以下の3つが挙げられていた。
1. 与圧部内搭載型小型カプセル案（オプション0）
2. 非与圧部内搭載型（オプション1）
3. 与圧部置換型（オプション2）

オプション0は、従来のHTVをほぼそのまま流用できるため、回収できる重量は小さくなるものの、最も早く回収能力を獲得できることが利点とされた。オプション1は、経費を抑えるため、従来のHTVに対して与圧部から非与圧部に設置する帰還モジュールへのアクセス経路を追加し、非与圧部に収まる大きさで有人機に近い水準の帰還能力と300キログラムの回収能力を獲得する案であり、オプション2は与圧部全体を将来の有人機に近い形状の回収モジュール（HTV Return Vehicle: HRV）に置き換え、有人機に近い形状での帰還能力と無人機として1.6トンの回収能力を獲得する案であった。HRVは最大直径4.4m、高さ3m、重量6.5tとされ、帰還時は揚抗比0.3程度の揚力飛行をすることでペイロードに優しい小さな減速度を実現予定であった。
採用案はオプション2で、2012年8月の宇宙政策委員会第2回会合時点で、2018年度以降の打上げが検討されていた。しかし、2013年10月の第57回宇宙科学技術連合講演会では、予算の問題から開発期間の短縮を図った上記の設計は意味がなくなったとして、デザインを全面的に一新したドラゴン宇宙船に近い案が公表されている。
2014年4月、JAXAは「HTV搭載小型回収カプセルの開発」の技術提案方式の公告を出した。8月には契約相手方の選定結果の公告が出された。2015年10月22日、JAXAは模擬小型回収カプセルの落下試験を北海道大樹航空宇宙実験場の沖合で行った。
2018年9月23日に打ち上げられたこうのとり7号機のペイロードの一つとして小型回収カプセル（HTV Small Re-entry Capsule: HSRC）が搭載され、物資回収技術の技術実証が実施された。
2015年5月に発表されたHTV-Xの構想では、HTV-Xのさらなる将来ミッションへの対応として、HTV-Xの与圧部をカプセル型に置き換えた、HTV-Rのような地球回収システムの構想図が掲げられている。
なお、HTVの与圧部をカプセル方式にした物資回収の考えについては、HTV-Rの構想が出る前の2006年には出ており、翼付きのカプセルやカプセルの有人化にも言及されている。

### 月軌道間輸送機
HTVの推進系を性能向上することで、ISSと月軌道などを連絡する月軌道間輸送機を開発する構想。開発中のLNG推進系は液体水素より宇宙空間での保存が容易で、ヒドラジンより性能や安全性が高いことから、月軌道間輸送機の推進剤にも適しているとして、HTVと組み合わせることで月軌道間輸送機を実現する構想があった。2015年時点では、HTV-Xの開発をする場合には、将来的にHTV-Xの能力や機能を向上させることによって、月軌道間輸送機へと発展させることができるようにすることが言及されている。

### 有人宇宙船
JAXAは2015年に有人宇宙船開発の判断を行い、2025年に実用化することを掲げていた。HTVはISS係留中に宇宙飛行士が立ち入るため、有人宇宙船に相当する安全性を備えていることから、日本の有人宇宙船開発の基本になるものと位置付けられている。このため、上述の回収機能付加型宇宙ステーション補給機（HTV-R）を実用化するなど、有人宇宙船の要素技術を開発し、2015年までに有人宇宙船の開発計画をまとめる方針であった。構想では2020年までにHTV-Rを発展させた有人回収カプセルと、無人の有翼再使用型回収システムを開発する。これらを統合し、2025年までに再使用型有人宇宙船を開発するとしていた。
2008年6月に発表された構想によれば、HTVの推進モジュールに4人乗りの有人カプセルを組み合わせることを基本とする。最小構成の重量は6tで、H-IIA202型ロケットでの打ち上げも可能だが、脱出ロケットを持たないため有人打ち上げはできない。最大構成では、脱出ロケットや居住モジュールも搭載され、H-IIBロケットの2段目を大型化して対応する。なお、この構想は2001年にNASDA先端ミッション研究センターが構想を発表した「ふじ」と共通点が多い。
ソユーズ（ソ連およびロシア連邦）や神舟（中華人民共和国）は上から順に脱出ロケット、居住モジュールに相当する部分、有人カプセル、電気・推進部の順なので、脱出ロケットは補給キャリアごとカプセルを脱出させる。HTV有人型は有人カプセル、推進モジュール、居住モジュールの順になるので、脱出時は有人カプセルのみを脱出させる。軌道に到達すると、補給キャリアを後方から前方に入れ替え、ソユーズなどと同じ構成になるとされた。

### 日本単独宇宙ステーション
HTVを基に、日本独自の宇宙ステーションを建設する構想も存在する。補給キャリアの代わりに宇宙ステーションのモジュールを搭載して打ち上げたり、HTV自体を宇宙ステーションの推進機能として利用することが考えられた。
これは、ロシアの宇宙ステーションと同じ手法である。ミールやISSのロシア製モジュールの多くはTKS宇宙船を基に開発したため、自力でISSにドッキングすることが可能で、ISSの高度や姿勢を制御するのにも使われている。また中国の神舟宇宙船も、軌道船と組み合わせて宇宙ステーションとして使用することが想定されている。
JAXAの一案では、HTVを基にした推進モジュールや、HTVで輸送される太陽電池アレイ、居住モジュールを打ち上げ、これと既存のきぼうを組み合わせることで日本独自の小型宇宙ステーション（JSS）を実現する。なお、宇宙政策シンクタンク「宙の会」がこれとほぼ同じ趣旨の構想を発表しているが、こちらはきぼう以外にもISSのモジュールを流用しているため、より大型である。

## 備考
- HTVのアイデアそのものは古く、H-IIロケット開発時のイラストには、先端に共通結合機構（CBM）を装備した与圧キャリアらしきものを搭載したH-IIロケットもある。また、この構想の延長として、能力を2倍から3倍に向上したH-IIロケット派生型を用いて、宇宙ステーションの日本実験棟（後のきぼうに相当）を独自に打ち上げることも検討された[104]が、これは実現しなかった。

## 実物大展示モデル
HTVの実物大展示モデルは、JAXA筑波宇宙センターの展示館「スペースドーム」内に垂直に立てられた状態で展示されている。